# Zoghaus
Zoghaus ist ein Ortsteil von Langenwetzendorf im Landkreis Greiz in Thüringen.

## Lage
Die Bundesstraße 94 verläuft durch das Dorf. Sie verbindet den Ortsteil bei Gommla mit der Bundesstraße 92. Die Gemarkung des Ortsteils liegt auf einer Hochebene des Thüringer Schiefergebirges. Diese Ebene ist nach Osten geneigt und kupiert.

## Geschichte
Am 23. Mai 1449 wurde der Ort erstmals urkundlich erwähnt.
Zoghaus gehörte zum Fürstentum Reuß ältere Linie, Amt Obergreiz, nach dem Ende der Monarchie zum Freistaat Reuß ä.L. und ab dem 4. April 1919 zum Volksstaat Reuß. Am 1. Mai 1920 ging dieser im Land Thüringen auf. Ab dem 1. Oktober 1922 (Inkrafttreten des Thüringer Kreiseinteilungsgesetzes) gehörte Zoghaus zum Landkreis Greiz. Zoghaus verblieb auch nach dem 25. Juli 1952 beim Kreis Greiz. Am 8. März 1994 wechselte Zoghaus die Kreiszugehörigkeit und wurde zum Ortsteil der Einheitsgemeinde Langenwetzendorf – diese wechselte bereits am 25. Juli 1952 vom Kreis Greiz zum Kreis Zeulenroda.